# Ctenus yaeyamensis
Ctenus yaeyamensis este o specie de păianjeni din genul Ctenus, familia Ctenidae, descrisă de Yoshida, 1998. Conform Catalogue of Life specia Ctenus yaeyamensis nu are subspecii cunoscute.